# Nieporaz
Nieporaz – wieś w Polsce położona w województwie małopolskim, w powiecie chrzanowskim, w gminie Alwernia.
W latach 1975–1998 miejscowość administracyjnie należała do województwa krakowskiego. Integralna część miejscowości: Oblaski. W granicach Nieporaza znajduje się także zniesiony przysiółek Kazimierówka, dawniej odrębna gmina jednostkowa.
Główny obszar wsi to pozostałości parku. Znajdują się w niej trzy sklepy, kwiaciarnia, kawiarnia, biblioteka. Jest to wieś o rozwiniętym rolnictwie. Na jej terenie – północno-zachodnia część wsi – znajdują się tzw. kopuły – kompleks Alvernia Studios oraz nadajnik sieci Orange. W zachodniej części wsi znajduje się duża baza transportowa.
Wierni kościoła rzymskokatolickiego należą do parafii w Regulicach. Natomiast miejscowi Świadkowie Jehowy należą do zboru Krzeszowice-Zachód z Salą Królestwa w Krzeszowicach.
Na północnych krańcach wsi przebiega autostrada A4 (E40) z wyjazdem (wschodnia część wsi) od strony Katowic i wjazdem w stronę Krakowa.
Przez Nieporaz biegną szlaki rowerowe. W sadzawkach leśnych można spotkać bobry. W północno-zachodniej części wsi znajduje się fragment Puszczy Dulowskiej.